# Flughafen Río Mayo

i7
i11
i13
Der Flughafen Río Mayo (offiziell: Aeropuerto de Río Mayo) ist ein argentinischer Flughafen nahe der Stadt Río Mayo in der Provinz Chubut. Der Flughafen wird gelegentlich saisonal von LADE  aus Comodoro Rivadavia angeflogen.